# Infinite Challenge
 (avril 2020).
Infinite Challenge (coréen: 무한도전) est une émission de télévision sud-coréenne, produite et distribuée par MBC. Elle est l'émission la plus regardée dans le pays, jusqu'à son arrêt en 2018, à la suite du départ de son producteur Kim Tae-ho.

## Principe
Dans chaque numéro de l'émission, les animateurs sont soumis à une série d'épreuves, souvent absurdes ou impossibles à réaliser, ce qui donne à l'émission une apparence d'émission de divertissement plus que de télé-réalité. En majorité sans script, l'émission suit un format semblable à d'autres émissions occidentales de divertissement.

## Histoire
La première diffusion de l'émission a eu lieu le 23 avril 2005, sous le nom de Rashless Challenge. Les membres menés par Yoo Jae-suk réalisent des activités physiques en extérieur. Parmi les défis, on retrouve la course entre un bateau à aubes et un bateau à moteur, un match de tennis contre la tennisman Maria Sharapova, ou un match de football contre Thierry Henry, mais aussi des défis face à des auditeurs. Malgré une forte popularité, l'émission a été mal reçue par les critiques.
Fin octobre 2005, l'émission change donc de contenu, remplaçant ses activités physiques par des tests de culture général. Elle se renomme alors Excessive Challenge. Avec l'arrivée de nouveaux membre: Ha-Ha et Park Myeong-sue, et la volonté de redéfinir leur rôle des autres membres, la saison trois est lancée sous le nom de Infinite Challenge - Master of Quizzes. Cependant les critiques sont toujours aussi mauvaises.
Le 6 mai 2006, l'émission lance sa saison 4 connue simplement sous le nom de Infinite Challenge, et qui s'accompagne d'un nouveau concept. Ce dernier se rapproche plus d'une émission de divertissement, ce qui lui vaut d'être considérée comme la première véritable émission de variétés en Corée du Sud. Ce nouveau concept rencontre beaucoup de succès et mènera à l'apparition de nouvelles émissions de ce type dans le pays.
Le 31 mars, après 13 ans d'existence et une popularité record, l'émission se termine avec le départ du producteur Kim Tae-Ho, et de celle de tous les autres membres avec lui,.

## Épreuves
De nombreuses épreuves ont été présentées dans l'émission, parmi les plus récurrentes :
- Infinite News : un bulletin de nouvelles parodiques sur des histoires étant arrivées à certains ou à la totalité des membres. Ces histoires allient des faits sur leur vie personnelle, avec des éléments humoristiques.
- Infinite Company : un sketch parodiant la vie d'employés de bureau au sein d’un conseil d’administration d’une entreprise. Puis il fut décidé que le conseil d'administration soit remplacé par un groupe d’employés travaillant dans un petit département de l'entreprise.
- Ah-Ha : un jeu de mots coréen dans lequel un membre dit un mot, et la personne suivante doit alors dire ce mot à l’envers.
- Ha & Su : un sketch entre Jeong Jun-ha et Park Myeong-su, où le second interprète une personne agressive au sang-chaud et le premier une personne timide et simple d'esprit. L'intérêt du sketch repose sur les disputes entre les deux personnages, à cause de leurs caractères différents.
- Jimotmi : les membres se font des blagues caméra cachée entre eux pour voir leurs réactions.
- Television Advertisements : les membres créent de fausses publicités télévisées que doivent jouer les invités.
- Infinite Theatre : les membres doivent faire imaginer et jouer un sketch.
- One-flash Telepathy : un mot est donné par la production, et chaque membre doit faire un geste représentant au mieux ce mot. Le but est que les six participant fassent le même geste, sans quoi ils reçoivent une sanction. Cependant personne n'a jamais gagné cette épreuve.
- Calendar-making Project : à partir de 2009, les membres créent une série de calendrier unique qui sera revendu au profit d'une association caritative. En 2015, ce projet a permis d'offrir une bourse pour la scolarité de plus de cent étudiants[5]. La vente de calendrier s'est déroulée chaque année jusqu'à l'arrêt de l'émission[6].

## Membres
De 2009 jusqu'en 2018, l'animateur en chef y était le comédien Yoo Jae-Suk, secondé par Park Myeong-su. Les quatre autres membres lors de la dernière saison de 2018 étaient le chanteur HaHa et les comédiens Jeon Jun-Ha, Jo Se-Ho et Yang Se-hyung.

## Festival Song Contest
L'émission a été organisée tous les deux ans, de 2007 et jusqu'en 2015, le Infinite Challenge Festival Song Contest. Dans cette nouvelle activité, les six membres doivent collaborer avec de vrais musiciens afin d'écrire et chanter une chanson qui pourrait leur permettre de gagner la première place du concours. Le premier festival de 2007 a été gagné par HaHa.
Le Yeongdong Expressway Song Festival, le dernier festival organisé, s'est tenu en 2015 à Pyeonchang dans la province de Gangwon. Il a attiré 40 000 fans et a récolté 21,1 % des parts d'audience nationale.
| Année | Festival                                                      | Equipe                                                            | Chanson                                  | Résultat |
| ----- | ------------------------------------------------------------- | ----------------------------------------------------------------- | ---------------------------------------- | -------- |
| 2009  | Olympic Expressway Duet Song Festival (올림픽대로 듀엣가요제) | Future Liger (Yoo Jae-suk avec Tiger JK & Yoon Mi-rae)            | Let's Dance LIVE                         | gagnant  |
| 2009  | Olympic Expressway Duet Song Festival (올림픽대로 듀엣가요제) | Charisma (Jun Jin & Lee Jung Hyun)                                | Senorita LIVE                            |          |
| 2009  | Olympic Expressway Duet Song Festival (올림픽대로 듀엣가요제) | Three People Pig Face (Hyung Don & Epik High)                     | Barbeque LIVE                            |          |
| 2009  | Olympic Expressway Duet Song Festival (올림픽대로 듀엣가요제) | Dol Brain (Noh Hong-chul & No Brain)                              | Heat-Stroke Sea Gull LIVE                |          |
| 2009  | Olympic Expressway Duet Song Festival (올림픽대로 듀엣가요제) | Myung-ca Drive (Park Myeong-su & Girls' Generation's Jessica)     | Naengmyun LiveLIVE M-CORELive MBC Awards |          |
| 2009  | Olympic Expressway Duet Song Festival (올림픽대로 듀엣가요제) | After Shaving (Jeong Jun-ha & After School)                       | Youngkye Baeksook Live                   |          |
| 2009  | Olympic Expressway Duet Song Festival (올림픽대로 듀엣가요제) | Comfortable people (Gil & YB)                                     | I'm Cool Live                            |          |
| 2011  | West Coast Expressway Song Festival (서해안고속도로 가요제)   | Sagging Snail (Yoo Jae-suk & Lee Juck)                            | Apgujeong Nallari (압구정 날라리) Live   | gagnant  |
| 2011  | West Coast Expressway Song Festival (서해안고속도로 가요제)   | Sagging Snail (Yoo Jae-suk & Lee Juck)                            | As I Say Live                            |          |
| 2011  | West Coast Expressway Song Festival (서해안고속도로 가요제)   | GG (Park Myeong-su & G-Dragon) feat. Park Bom                     | I CheatedLive                            | gagnant  |
| 2011  | West Coast Expressway Song Festival (서해안고속도로 가요제)   | Sweet Nasal Sorrow (Jeong Jun-ha & Sweet Sorrow)                  | Will You Give Your Affection? Live       | gagnant  |
| 2011  | West Coast Expressway Song Festival (서해안고속도로 가요제)   | Cheolssa (Noh Hong-chul & Psy)                                    | Shake It Live                            | gagnant  |
| 2011  | West Coast Expressway Song Festival (서해안고속도로 가요제)   | Sentimental Haha (Haha & 10cm)                                    | Do You Wanna Die or Date Me? Live        | gagnant  |
| 2011  | West Coast Expressway Song Festival (서해안고속도로 가요제)   | Sea Route (Gil & Bada)                                            | The Song That Only I can Sing Live       | gagnant  |
| 2011  | West Coast Expressway Song Festival (서해안고속도로 가요제)   | Parasian (Jeong Hyeong-don & Jung Jae-hyung)                      | The Innocent Macho Live                  | gagnant  |
| 2013  | Freeway Song Festival (자유로 가요제)                         | Double Play (Jeong Jun-ha & Kim C) feat. Lee So Ra & Beenzino     | Things That Will Float Away Live         | 5e place |
| 2013  | Freeway Song Festival (자유로 가요제)                         | Hyung Yong Don Jyeong (Jeong Hyeong-don & G-Dragon) feat. Defconn | Trying To Do It Live                     | 2e place |
| 2013  | Freeway Song Festival (자유로 가요제)                         | How Do Yoo Dul (Yoo Jae-suk & Yoo Hee-yeol) feat. Kim Jo-han      | Please Don't Go My Girl Live             | 3e place |
| 2013  | Freeway Song Festival (자유로 가요제)                         | Leech (Park Myeong-su & Primary) feat. Gaeko de Dynamic Duo       | I got C Live                             | gagnant  |
| 2013  | Freeway Song Festival (자유로 가요제)                         | Rose Chin (Noh Hong-chul & Rose Motel)                            | Call Me Your Oppa Live                   | 4e place |
| 2013  | Freeway Song Festival (자유로 가요제)                         | Seventy Finger (Haha avec Kiha & The Faces)                       | Super Jab-Cho Man (Grassman) Live        | 8e place |
| 2013  | Freeway Song Festival (자유로 가요제)                         | G.A.B (Gil & BoA)                                                 | G.A.BLive                                | 7e place |
| 2013  | Freeway Song Festival (자유로 가요제)                         | Tous les membres d'Infinite Challenge                             | Here We Are Live                         | 6e place |
| 2015  | Yeongdong Expressway Song Festival (영동고속도로 가요제)      | Hwangtaeji (Hwang Kwanghee avec G-Dragon & Taeyang)               | Mapsosa Live                             | 2e place |
| 2015  | Yeongdong Expressway Song Festival (영동고속도로 가요제)      | EU God-G isn't EU (Park Myeong-su & IU)                           | Leon Live                                | gagnant  |
| 2015  | Yeongdong Expressway Song Festival (영동고속도로 가요제)      | Eutteugeottasi (Haha & Zion.T)                                    | $ponsor Live                             | 3e place |
| 2015  | Yeongdong Expressway Song Festival (영동고속도로 가요제)      | GG (Park Myeong-su & G-Dragon) feat. IU                           | I Cheated Live                           |          |
| 2015  | Yeongdong Expressway Song Festival (영동고속도로 가요제)      | HaHa                                                              | Story of a Short Kid Live                |          |
| 2015  | Yeongdong Expressway Song Festival (영동고속도로 가요제)      | Sagging Snail (Yoo Jae-suk & Lee Juck)                            | As I Say(말하는 대로) Live               |          |
| 2015  | Yeongdong Expressway Song Festival (영동고속도로 가요제)      | Sangjuna (Jeong Jun-ha & Yoon Sang de OnePiece)                   | My Life Live                             | 6e place |
| 2015  | Yeongdong Expressway Song Festival (영동고속도로 가요제)      | Dancing Genome (Yoo Jae-suk & Park Jin-young)                     | I'm So Sexy Live                         | 5e place |
| 2015  | Yeongdong Expressway Song Festival (영동고속도로 가요제)      | The 5 Emperors (Jeong Hyeong-don & Hyukoh)                        | Wonderful Barn Live                      | 4e place |

## Invités

### Internationaux
| Name                     | Appeared                              | Occupation                       | Notes                                                                              |
| ------------------------ | ------------------------------------- | -------------------------------- | ---------------------------------------------------------------------------------- |
| Esper Itō (エスパー伊東) | Saison 1, Episode 22                  | Comédien japonais                | Apparu dans un épisode (Saison 1)                                                  |
| Maria Sharapova          | Saison 1, Episode 23 and 24           | Joueur de tennis russe           | Apparu dans deux épisodes (Saison 1)                                               |
| Michelle Wie             | Saison 4, Episode 1 and 2             | Golfeur américain                | Apparu dans deux épisodes (Saison 4)                                               |
| Fedor Lemelianenko       | Saison 4 Episode 18 and 19            | Pratiquant russe d'art martiaux  | Apparu dans deux épisodes (Saison 4)                                               |
| Thierry Henry            | Saison 4, Episode 57 and 58           | Joueur de football français      | Apparu dans deux épisodes (Saison 4)                                               |
| Paris Hilton             | Saison 4, Episode 81                  | Entrepreneur américaine          | Apparue dans un épisode (Saison 4)                                                 |
| Tenku Tsubasa (前田睦美) | Saison 4, Episode 189 and 190         | Boxer japonais                   | Apparu dans deux épisodes (Saison 4)                                               |
| MC Hammer                | Saison 4, Episode 312                 | Chanteur américain               | Apparu dans un épisode (Saison 4) avec PSY                                         |
| Ryan Seacrest            | Saison 4, Episode 312                 | Présentateur américain           | Apparu dans un épisode (Saison 4) avec PSY                                         |
| Daisy Donovan            | Saison 4, Episode 326                 | Actrice américaine               | Apparue dans un épisode (Saison 4)                                                 |
| Usain Bolt               | Saison 4, Episode 371                 | Sprinter jamaicain               | Apparu dans un épisode (Saison 4), durant des épisodes spécial Jamaïque (369~371). |
| Ali Bongo                | Saison 4, Episode 445                 | Président du Gabon               | Apparu dans un épisode (Saison 4) pour une interview                               |
| Jack Black               | Saison 4, Episode 465 and 542         | Acteur américain                 | Apparu dans deux épisodes (Saison 4)                                               |
| Stephen Curry            | Saison 4, Episode 541                 | Joueurs de Basketball américains | Apparu dans un épisode (Saison 4)                                                  |
| Seth Curry               | Saison 4, Episode 541                 | Joueurs de Basketball américains | Apparu dans un épisode (Saison 4)                                                  |
| Manny Pacquiao           | Saison 4, Episode 551 and Episode 552 | Sénateur et boxer philippin      | Apparu dans deux épisodes (Saison 4)                                               |

### Coréens
| Chanteurs - Lee Jung - Cool - Kim Sung-soo - Yoo Chae-young - Bae Seul-ki - Hyukoh - Girls' Generation - Jessica - Sunny - Seohyun - Turbo - Kim Jong-kook - Kim Jung-nam - Lee Hyo-ri - Brown Eyed Girls - Narsha - Lee Seung-chul - Joo Young-hoon - Lee Soo-young - B1A4 - Baro - Shinhwa - SS501 - Tony An - Sung Si-kyung - Jewelry - Park Jung-ah - Seo In-young - Hwangbo - MC Mong - Lee Min-woo - Bbaek Ga - Wheesung - Uhm Jung-hwa - Son Dam-bi - After School - Lizzy - Lee Jung-hyun - Tiger JK / Yoon Mi-rae - No Brain - YB - Lee Sung-jin - Son Ho-young - 2PM - Junho - Jaebeom - Kara - Seungyeon - Jiyoung - S.E.S. - Bada - Shoo - Epik High - Eun Ji-won - Park Hyun-bin - K.Will - MBLAQ - Lee Joon - Sangchu - One Two - CN Blue - Sistar - Secret - 4Minute - Orange Caramel - SHINee - Kangta - Super Junior - Donghae - Siwon - f(x) - IU - GFriend - Big Bang - Jung Jae-hyung - Lee Juck - Sweet Sorrow - 10cm - Psy - Leessang - Gary - 2AM - Jinwoon - Jo Kwon - Park Bom - Defconn - All Lies Band - Go Young-wook - BoA - G-Dragon - Kiha & the Faces - Infinite - Kim C - ZE:A - Hyungsik - Siwan - Kim Bum-soo - John Park - So Chan-whee - Jo Sung-mo - Kim Hyun-jung - Kim Gun-mo - Jinusean - Park Jin-young - Zico - Sechs Kies - Dok2 - BewhY - Gaeko - Exo - Winner - Mino - Jinwoo - DinDin - Lee Hi - Mad Clown - Kim Jong-wan - Crush - H.O.T. | Acteurs - Cha Seung-won - Cha Tae-hyun - Gong Hyung-jin - Bong Tae-gyu - Choi Ji-woo - Jo In-sung - Lee Na-young - Song Joong-ki - Jin Goo - Jang Keun-suk - Joo Sang-wook - Kim Min-kyo - Kim Seul-gi - Go Kyung-pyo - Kim Sun-ah - Yoon Son-ha - Kim Min-joon - Kim Su-ro - Kim Tae-hee - Kim Soo-hyun - Ko Chang-seok - Lee Young-ae - Kim Hye-sung - Jung Il-woo - Han Hye-jin - Lee Yo-won - Han Ji-min - Lee Seo-jin - Han Sang-jin - Lee Jong-soo - Jeon Won-joo - Jung Si-ah - Yoon Sang-hyun - Choi Cheol-ho - Oh Ji-ho - Kwon Oh-joong - Jung Joon-ho - Jang Seo-hee - Kim Bum - Julien Kang - Lee Tae-sung - Kim Ji-hoon - Park Bo-young - Park Shin-hye - Park Bo-gum - So Ji-sub - Shin Se-kyung - Lee Dong-wook - Kim Hee-ae - Son Ye-jin - Kim Hye-soo - Lee Je-hoon - Jung Woo-sung - Hwang Jung-min - Joo Ji-hoon - Choi Min-young - Bae Jung-nam | Comédiens - Ji Sang-ryeol - Lee Yoon-suk - Kim Hyun-chul - Kim Je-dong - Shin Bong-sun - Song Eun-i - Kim Shin-young - Baek Bo-ram - Kim Kyung-jin - Park Hwi-soon - Ahn Young-mi - Byun Ki-soo - Kim Mi-hwa - Kim Young-chul - Lee Guk-joo - Kim Jong-min - Moon Se-yoon - Yoo Byung-jae Sportifs - Lee Yong-dae / Lee Hyo-jung - Kim Yeon-ah - Équipe de Corée du Sud féminine de handball - Choi Hyun-mi - Son Yeon-jae - Lee Sung-yong - Lee Sang-hwa | Autres - Ahn Hye-kyung, présentateur - Na Kyung-eun, présentatrice - Choi Moon-soon, homme politique et ancien PDG de MBC - Ohm Ki-young, ancien PDG de MBC - Lee Sang-bong, designer - Park Kyung-chu, présentateur - Huh Young-man, écrivain - Hong Jin-kyung, modèle - Lee Hye-jung, chef - Yang Ji-hoon, chef - Myung Hyun-ji, chef - Kang Seung-hyun, modèle - Choi Dan-bi, avocat - Jang Jin-young, avocat - Jang Yoon-joo, modèle - Bae Hyun-jin, présentateur |  |